# Mistrzostwa Polski w łyżwiarstwie figurowym
Mistrzostwa Polski w łyżwiarstwie figurowym – krajowe zawody mistrzowskie w Polsce w łyżwiarstwie figurowym organizowane przez Polski Związek Łyżwiarstwa Figurowego (PZŁF). Mistrzostwa rozgrywane są w konkurencji solistów i par sportowych od 1922, w konkurencji solistek od 1930 oraz w konkurencji par tanecznych od 1956.

## Medaliści w kategorii seniorów

### Soliści
| Rok                                                          | Miejsce          | Złoto                 | Srebro              | Brąz               | Źr.    |
| ------------------------------------------------------------ | ---------------- | --------------------- | ------------------- | ------------------ | ------ |
| 1922                                                         | Warszawa         | Władysław Kuchar      | NO                  | NO                 |        |
| 1923                                                         | Lwów             | Roman Kikiewicz       | NO                  | NO                 |        |
| 1924                                                         | Warszawa         | Roman Kikiewicz       | NO                  | NO                 |        |
| Zawody nie odbyły się w latach 1925–1926                     |                  |                       |                     |                    |        |
| 1927                                                         | NO               | Roman Kikiewicz       | NO                  | NO                 |        |
| 1928                                                         | NO               | Roman Kikiewicz       | NO                  | NO                 |        |
| 1929                                                         | NO               | Roman Kikiewicz       | NO                  | NO                 |        |
| 1930                                                         | Warszawa         | Roman Kikiewicz       | NO                  | NO                 |        |
| 1931                                                         | NO               | Zbigniew Iwasiewicz   | NO                  | NO                 |        |
| 1932                                                         | Warszawa         | Zbigniew Iwasiewicz   | NO                  | NO                 |        |
| 1933                                                         | NO               | Zbigniew Iwasiewicz   | NO                  | Walter Grobert     | [ 2 ]  |
| 1934                                                         | NO               | Bolesław Staniszewski | NO                  | Paweł Breslauer    | [ 2 ]  |
| 1935                                                         | Katowice         | Artur Grobert         | NO                  | Paweł Breslauer    | [ 2 ]  |
| 1936                                                         | Warszawa         | Paweł Breslauer       | NO                  | NO                 |        |
| 1937                                                         | Katowice         | Paweł Breslauer       | NO                  | NO                 |        |
| 1938                                                         | NO               | Artur Breslauer       | Paweł Breslauer     | NO                 |        |
| 1939                                                         | NO               | Artur Breslauer       | NO                  | NO                 |        |
| Zawody nie odbyły się w latach 1940–1946 (II wojna światowa) |                  |                       |                     |                    |        |
| 1947                                                         | NO               | Henryk Kosiorek       | NO                  | NO                 |        |
| Zawody nie odbyły się w 1948 roku                            |                  |                       |                     |                    |        |
| 1949                                                         | NO               | Paweł Breslauer       | NO                  | NO                 |        |
| 1950                                                         | NO               | Leon Osadnik          | NO                  | NO                 |        |
| 1951                                                         | NO               | Karol Sojka           | NO                  | NO                 |        |
| 1952                                                         | NO               | Leon Osadnik          | NO                  | NO                 |        |
| 1953                                                         | NO               | Karol Sojka           | NO                  | NO                 |        |
| 1954                                                         | NO               | Leon Osadnik          | NO                  | NO                 |        |
| 1955                                                         | NO               | Zygmunt Kaczmarczyk   | NO                  | NO                 |        |
| 1956                                                         | NO               | Zygmunt Kaczmarczyk   | NO                  | NO                 |        |
| 1957                                                         | NO               | Zygmunt Kaczmarczyk   | NO                  | NO                 |        |
| 1958                                                         | NO               | Zygmunt Kaczmarczyk   | Henryk Hanzel       | Bogusław Hnatyszyn | [ 3 ]  |
| 1959                                                         | NO               | Henryk Hanzel         | Franciszek Spitol   | NO                 | [ 3 ]  |
| 1960                                                         | NO               | Henryk Hanzel         | Franciszek Spitol   | Jerzy Zawadzki     | [ 3 ]  |
| 1961                                                         | NO               | Franciszek Spitol     | NO                  | Jerzy Zawadzki     | [ 3 ]  |
| 1962                                                         | NO               | Franciszek Spitol     | NO                  | NO                 |        |
| 1963                                                         | NO               | Franciszek Spitol     | NO                  | NO                 |        |
| 1964                                                         | NO               | Franciszek Spitol     | NO                  | NO                 |        |
| 1965                                                         | NO               | Franciszek Spitol     | NO                  | NO                 |        |
| 1966                                                         | NO               | Zdzisław Pieńkowski   | NO                  | NO                 |        |
| 1967                                                         | NO               | Piotr Roszko          | NO                  | NO                 |        |
| 1968                                                         | NO               | Zdzisław Pieńkowski   | NO                  | NO                 |        |
| 1969                                                         | NO               | Piotr Roszko          | NO                  | NO                 |        |
| 1970                                                         | NO               | Zdzisław Pieńkowski   | NO                  | NO                 |        |
| 1971                                                         | NO               | Mieczysław Szmuchert  | NO                  | NO                 |        |
| 1972                                                         | NO               | Ludwik Jankowski      | NO                  | NO                 |        |
| 1973                                                         | NO               | Jacek Tascher         | NO                  | NO                 |        |
| 1974                                                         | NO               | Jacek Żylski          | NO                  | NO                 |        |
| 1975                                                         | NO               | Jacek Tascher         | NO                  | NO                 |        |
| 1976                                                         | NO               | Grzegorz Głowania     | NO                  | NO                 |        |
| 1977                                                         | NO               | Grzegorz Głowania     | NO                  | NO                 |        |
| 1978                                                         | NO               | Grzegorz Głowania     | NO                  | NO                 |        |
| 1979                                                         | NO               | Ludwik Jankowski      | NO                  | NO                 |        |
| 1980                                                         | NO               | Grzegorz Głowania     | NO                  | NO                 |        |
| 1981                                                         | NO               | Grzegorz Filipowski   | NO                  | NO                 |        |
| 1982                                                         | NO               | Grzegorz Filipowski   | NO                  | NO                 |        |
| 1983                                                         | NO               | Grzegorz Filipowski   | NO                  | NO                 |        |
| 1984                                                         | NO               | Grzegorz Filipowski   | NO                  | NO                 |        |
| 1985                                                         | NO               | Grzegorz Filipowski   | NO                  | NO                 |        |
| 1986                                                         | NO               | Grzegorz Filipowski   | NO                  | NO                 |        |
| 1987                                                         | NO               | Przemysław Noworyta   | NO                  | NO                 |        |
| 1988                                                         | NO               | Przemysław Noworyta   | NO                  | NO                 |        |
| 1989                                                         | NO               | Przemysław Noworyta   | NO                  | NO                 |        |
| 1990                                                         | NO               | Marek Sząszor         | NO                  | NO                 |        |
| 1991                                                         | NO               | Tomasz Domkowski      | NO                  | NO                 |        |
| 1992                                                         | NO               | Robert Grzegorczyk    | NO                  | NO                 |        |
| 1993                                                         | NO               | Marek Sząszor         | NO                  | NO                 |        |
| 1994                                                         | NO               | Zbigniew Komorowski   | NO                  | NO                 |        |
| 1995                                                         | NO               | Robert Grzegorczyk    | NO                  | NO                 |        |
| 1996                                                         | NO               | Robert Grzegorczyk    | NO                  | NO                 |        |
| 1997                                                         | NO               | Robert Grzegorczyk    | NO                  | NO                 |        |
| 1998                                                         | NO               | Robert Grzegorczyk    | NO                  | NO                 |        |
| 1999                                                         | NO               | Robert Grzegorczyk    | Marek Sząszor       | Brak zawodników    | [ 4 ]  |
| 2000                                                         | NO               | Robert Grzegorczyk    | Bartosz Domański    | Brak zawodników    | [ 5 ]  |
| 2001                                                         | NO               | Robert Grzegorczyk    | Bartosz Domański    | Patryk Szałaśny    | [ 6 ]  |
| 2002                                                         | NO               | Bartosz Domański      | Krzysztof Komosa    | Brak zawodników    | [ 7 ]  |
| 2003                                                         | Sosnowiec        | Bartosz Domański      | Krzysztof Komosa    | Brak zawodników    |        |
| 2004                                                         | Łódź             | Maciej Kuś            | Krzysztof Komosa    | Łukasz Daros       |        |
| 2005                                                         | Opole            | Maciej Kuś            | Przemysław Domański | Krzysztof Komosa   |        |
| 2006                                                         | Krynica          | Przemysław Domański   | Bartosz Domański    | Maciej Lewandowski |        |
| 2007                                                         | Oświęcim         | Przemysław Domański   | Mateusz Chruściński | Konstantin Tupikow |        |
| 2008                                                         | Oświęcim         | Konstantin Tupikow    | Przemysław Domański | Maciej Cieplucha   |        |
| 2009 (3N)                                                    | Trzyniec         | Przemysław Domański   | Konstantin Tupikow  | Kamil Białas       | [ 8 ]  |
| 2010 (3N)                                                    | Cieszyn          | Maciej Cieplucha      | Kamil Białas        | Sebastian Iwasaki  | [ 9 ]  |
| 2011 (3N)                                                    | Żylina           | Przemysław Domański   | Maciej Cieplucha    | Patrick Myzyk      | [ 10 ] |
| 2012 (3N)                                                    | Ostrawa          | Maciej Cieplucha      | Sebastian Iwasaki   | Kamil Białas       | [ 11 ] |
| 2013 (3N)                                                    | Cieszyn          | Patrick Myzyk         | Kamil Białas        | Kamil Dymowski     | [ 12 ] |
| 2014 (4N)                                                    | Bratysława       | Maciej Cieplucha      | Krzysztof Gała      | Kamil Dymowski     | [ 13 ] |
| 2015 (4N)                                                    | Budapeszt        | Patrick Myzyk         | Krzysztof Gała      | Łukasz Kędzierski  | [ 14 ] |
| 2016 (4N)                                                    | Trzyniec         | Igor Rezniczenko      | Patrick Myzyk       | Krzysztof Gała     | [ 15 ] |
| 2017 (4N)                                                    | Katowice         | Krzysztof Gała        | Igor Rezniczenko    | Ryszard Gurtler    | [ 16 ] |
| 2018 (4N)                                                    | Koszyce          | Igor Rezniczenko      | Krzysztof Gała      | Olgierd Febbi      | [ 17 ] |
| 2019 (4N)                                                    | Budapeszt        | Igor Rezniczenko      | Krzysztof Gała      | Olgierd Febbi      | [ 18 ] |
| 2020 (4N)                                                    | Ostrawa          | Michaił Mogilen       | Łukasz Kędzierski   | Miłosz Witkowski   | [ 19 ] |
| 2021 (4N)                                                    | Cieszyn          | Kornel Witkowski      | Łukasz Kędzierski   | Miłosz Witkowski   | [ 20 ] |
| 2022 (4N)                                                    | Nowa Wieś Spiska | Władimir Samojłow     | Kornel Witkowski    | Miłosz Witkowski   | [ 21 ] |
| 2023 (4N)                                                    | Budapeszt        | Władimir Samojłow     | Miłosz Witkowski    | Kornel Witkowski   | [ 22 ] |
| 2024 (4N)                                                    | Turnov           | Władimir Samojłow     | Matwiej Jefimienko  | Jakub Lofek        | [ 23 ] |

### Solistki
| Rok                                                          | Miejsce          | Złoto                       | Srebro                       | Brąz                   | Źr.          |
| ------------------------------------------------------------ | ---------------- | --------------------------- | ---------------------------- | ---------------------- | ------------ |
| 1930                                                         | Lwów             | Barbara Chachlewska         | Marta Rudnicka               | Helena Kulbicka        |              |
| 1931                                                         | NO               | Barbara Śniadecka           | NO                           | NO                     |              |
| 1932                                                         | Warszawa         | Edyta Popowicz              | NO                           | NO                     |              |
| 1933                                                         | NO               | Edyta Popowicz              | Elza Czorówna                | Irena Fiala            | [ 2 ] [ 24 ] |
| 1934                                                         | NO               | Edyta Popowicz              | Anna Bzdokówna               | Elza Czorówna          | [ 2 ]        |
| 1935                                                         | Katowice         | Edyta Popowicz              | Jadwiga Preiss               | Joanna Ziaja           | [ 2 ]        |
| 1936                                                         | Warszawa         | Erna Scheibert              | NO                           | Halina Rajewska        | [ 25 ]       |
| 1937                                                         | Katowice         | Erna Scheibert              | Joanna Ziaja                 | NO                     | [ 2 ]        |
| 1938                                                         | NO               | Erna Scheibert              | Janina Ziaja                 | Zuzanna Macura         | [ 2 ]        |
| 1939                                                         | NO               | Erna Scheibert              | NO                           | NO                     |              |
| Zawody nie odbyły się w latach 1940–1945 (II wojna światowa) |                  |                             |                              |                        |              |
| 1946                                                         | NO               | Jadwiga Dąbrowska-Mętlewicz | NO                           | NO                     |              |
| 1947                                                         | NO               | Jadwiga Dąbrowska-Mętlewicz | Janina Leszczyńska-Jajszczok | NO                     | [ 26 ]       |
| Zawody nie odbyły się w 1948 roku                            |                  |                             |                              |                        |              |
| 1949                                                         | NO               | Anna Bursche-Lindnerowa     | NO                           | NO                     |              |
| 1950                                                         | NO               | Anna Bursche-Lindnerowa     | NO                           | NO                     |              |
| 1951                                                         | NO               | Anna Bursche-Lindnerowa     | NO                           | NO                     |              |
| 1952                                                         | NO               | Anna Bursche-Lindnerowa     | NO                           | NO                     |              |
| 1953                                                         | NO               | Anna Bursche-Lindnerowa     | NO                           | NO                     |              |
| 1954                                                         | NO               | Barbara Jankowska           | NO                           | NO                     |              |
| 1955                                                         | NO               | Barbara Jankowska           | NO                           | NO                     |              |
| 1956                                                         | NO               | Barbara Jankowska           | NO                           | NO                     |              |
| 1957                                                         | NO               | Barbara Jankowska           | NO                           | NO                     |              |
| 1958                                                         | NO               | Barbara Jankowska           | Krystyna Wąsik               | Barbara Langer         | [ 3 ]        |
| 1959                                                         | NO               | Krystyna Wąsik              | Krystyna Skorupa             | Barbara Langer         | [ 3 ]        |
| 1960                                                         | NO               | Barbara Jankowska           | Krystyna Wąsik               | NO                     | [ 3 ]        |
| 1961                                                         | NO               | Krystyna Wąsik              | NO                           | NO                     |              |
| 1962                                                         | NO               | Elżbieta Kościk-Koczyba     | Krystyna Skorupa             | NO                     | [ 3 ]        |
| 1963                                                         | NO               | Elżbieta Kościk-Koczyba     | NO                           | NO                     |              |
| 1964                                                         | NO               | Elżbieta Kościk-Koczyba     | Halina Bartlakowska          | NO                     | [ 3 ]        |
| 1965                                                         | NO               | Elżbieta Kościk-Koczyba     | Halina Bartlakowska          | NO                     | [ 3 ]        |
| 1966                                                         | NO               | Elżbieta Kościk-Koczyba     | NO                           | NO                     |              |
| 1967                                                         | NO               | Elżbieta Kościk-Koczyba     | NO                           | NO                     |              |
| 1968                                                         | NO               | Elżbieta Kościk-Koczyba     | NO                           | NO                     |              |
| 1969                                                         | NO               | Mirosława Nowak             | NO                           | NO                     |              |
| 1970                                                         | NO               | Mirosława Nowak             | NO                           | NO                     |              |
| 1971                                                         | NO               | Urszula Zielińska           | NO                           | NO                     |              |
| 1972                                                         | NO               | Urszula Zielińska           | NO                           | NO                     |              |
| 1973                                                         | NO               | Urszula Zielińska           | NO                           | NO                     |              |
| 1974                                                         | NO               | Grażyna Dudek               | NO                           | NO                     |              |
| 1975                                                         | NO               | Grażyna Dudek               | NO                           | NO                     |              |
| 1976                                                         | NO               | Grażyna Dudek               | NO                           | NO                     |              |
| 1977                                                         | NO               | Grażyna Dudek               | NO                           | NO                     |              |
| 1978                                                         | NO               | Grażyna Dudek               | NO                           | NO                     |              |
| 1979                                                         | NO               | Helena Chwila               | NO                           | Urszula Mucha          |              |
| 1980                                                         | NO               | Helena Chwila               | NO                           | NO                     |              |
| 1981                                                         | NO               | Helena Chwila               | NO                           | NO                     |              |
| 1982                                                         | NO               | Barbara Każmierczak         | NO                           | NO                     |              |
| 1983                                                         | NO               | Mirella Gawłowska           | NO                           | NO                     |              |
| 1984                                                         | NO               | Helena Chwila               | NO                           | NO                     |              |
| 1985                                                         | NO               | Mirella Gawłowska           | NO                           | NO                     |              |
| 1986                                                         | NO               | Mirella Gawłowska           | NO                           | NO                     |              |
| 1987                                                         | NO               | Mirella Gawłowska           | NO                           | NO                     |              |
| 1988                                                         | NO               | Mirella Gawłowska           | NO                           | NO                     |              |
| 1989                                                         | NO               | Mirella Gawłowska           | NO                           | NO                     |              |
| 1990                                                         | NO               | Beata Zielińska             | NO                           | NO                     |              |
| 1991                                                         | NO               | Zuzanna Szwed               | Beata Zielińska              | NO                     |              |
| 1992                                                         | NO               | Zuzanna Szwed               | Anna Rechnio                 | NO                     |              |
| 1993                                                         | NO               | Zuzanna Szwed               | Anna Rechnio                 | NO                     |              |
| 1994                                                         | NO               | Anna Rechnio                | Zuzanna Szwed                | NO                     |              |
| 1995                                                         | NO               | Zuzanna Szwed               | Anna Rechnio                 | NO                     |              |
| 1996                                                         | NO               | Zuzanna Szwed               | Anna Rechnio                 | Sabina Wojtala         |              |
| 1997                                                         | NO               | Anna Rechnio                | Zuzanna Szwed                | Sabina Wojtala         |              |
| 1998                                                         | NO               | Anna Rechnio                | Sabina Wojtala               | Zuzanna Szwed          |              |
| 1999                                                         | NO               | Sabina Wojtala              | Anna Rechnio                 | Rita Chałubińska       | [ 4 ]        |
| 2000                                                         | NO               | Sabina Wojtala              | Anna Rechnio                 | Katarzyna Zembron      | [ 5 ]        |
| 2001                                                         | NO               | Sabina Wojtala              | Iwona Szczepka               | Brak zawodniczek       | [ 6 ]        |
| 2002                                                         | NO               | Sabina Wojtala              | NO                           | Aleksandra Żelichowska | [ 7 ]        |
| 2003                                                         | Sosnowiec        | Sabina Wojtala              | Anna Jurkiewicz              | Oktawia Ścibor         |              |
| 2004                                                         | Łódź             | Anna Zawada                 | Maria Mordarska              | Aleksandra Żelichowska |              |
| 2005                                                         | Opole            | Ilona Senderek              | Magdalena Leski              | Maria Mordarska        |              |
| 2006                                                         | Krynica          | Sabina Wojtala              | Ilona Senderek               | Adriana Grabowska      |              |
| 2007                                                         | Oświęcim         | Anna Jurkiewicz             | Katarzyna Dusik              | Ilona Senderek         |              |
| 2008                                                         | Oświęcim         | Anna Jurkiewicz             | Aneta Michałek               | Laura Czarnotta        |              |
| 2009 (3N)                                                    | Trzyniec         | Anna Jurkiewicz             | Alexandria Riordan           | Brak zawodniczek       | [ 27 ]       |
| 2010 (3N)                                                    | Cieszyn          | Aneta Michałek              | Anna Jurkiewicz              | Olga Szelc             | [ 28 ]       |
| 2011 (3N)                                                    | Żylina           | Anna Jurkiewicz             | Aneta Michałek               | Krystyna Klimczak      | [ 29 ]       |
| 2012 (3N)                                                    | Ostrawa          | Alexandra Kamieniecki       | Agata Kryger                 | Krystyna Klimczak      | [ 30 ]       |
| 2013 (3N)                                                    | Cieszyn          | Agata Kryger                | Aneta Michałek               | Marta Olczak           | [ 31 ]       |
| 2014 (4N)                                                    | Bratysława       | Agata Kryger                | Alexandra Kamieniecki        | Marcelina Lech         | [ 32 ]       |
| 2015 (4N)                                                    | Budapeszt        | Agata Kryger                | Agnieszka Rejment            | Anna Siedlecka         | [ 33 ]       |
| 2016 (4N)                                                    | Trzyniec         | Aleksandra Rudolf           | Agnieszka Rejment            | Coco Colette Kaminski  | [ 34 ]       |
| 2017 (4N)                                                    | Katowice         | Elżbieta Gabryszak          | Agnieszka Rejment            | Coco Colette Kaminski  | [ 35 ]       |
| 2018 (4N)                                                    | Koszyce          | Elżbieta Gabryszak          | Oliwia Rzepiel               | Coco Colette Kaminski  | [ 36 ]       |
| 2019 (4N)                                                    | Budapeszt        | Jekatierina Kurakowa        | Elżbieta Gabryszak           | Magdalena Zawadzka     | [ 37 ]       |
| 2020 (4N)                                                    | Ostrawa          | Jekatierina Kurakowa        | Oliwia Rzepiel               | Elżbieta Gabryszak     | [ 38 ]       |
| 2021 (4N)                                                    | Cieszyn          | Jekatierina Kurakowa        | Elżbieta Gabryszak           | Natalia Lerka          | [ 39 ]       |
| 2022 (4N)                                                    | Nowa Wieś Spiska | Jekatierina Kurakowa        | Elżbieta Gabryszak           | Agnieszka Rejment      | [ 40 ]       |
| 2023 (4N)                                                    | Budapeszt        | Jekatierina Kurakowa        | Karolina Białas              | Zofia Grzegorzewska    | [ 41 ]       |
| 2024 (4N)                                                    | Turnov           | Jekatierina Kurakowa        | Laura Szczęsna               | Karolina Białas        | [ 42 ]       |

### Pary sportowe
| Rok                                                          | Miejsce          | Złoto                                          | Srebro                                     | Brąz                                    | Źr.          |
| ------------------------------------------------------------ | ---------------- | ---------------------------------------------- | ------------------------------------------ | --------------------------------------- | ------------ |
| 1922                                                         | Warszawa         | Olga Przedrzymirska / Henryk Przedrzymirski    | NO                                         | NO                                      |              |
| 1923                                                         | Lwów             | Olga Przedrzymirska / Henryk Przedrzymirski    | NO                                         | NO                                      |              |
| 1924                                                         | Warszawa         | Olga Przedrzymirska / Henryk Przedrzymirski    | NO                                         | NO                                      |              |
| Zawody nie odbyły się w latach 1925–1926                     |                  |                                                |                                            |                                         |              |
| 1927                                                         | NO               | Zofia Bilor / Tadeusz Kowalski                 | NO                                         | NO                                      |              |
| 1928                                                         | NO               | Zofia Bilor / Tadeusz Kowalski                 | NO                                         | NO                                      |              |
| 1929                                                         | NO               | Zofia Bilor / Tadeusz Kowalski                 | NO                                         | NO                                      |              |
| 1930                                                         | Lwów             | Zofia Bilor / Tadeusz Kowalski                 | NO                                         | NO                                      |              |
| 1931                                                         | NO               | Zofia Bilor / Tadeusz Kowalski                 | Wanda Żmudzińska / Alfred Theuer           | NO                                      | [ 2 ]        |
| 1932                                                         | Warszawa         | Zofia Bilor / Tadeusz Kowalski                 | Wanda Żmudzińska / Alfred Theuer           | NO                                      | [ 2 ]        |
| 1933                                                         | NO               | Zofia Bilor / Tadeusz Kowalski                 | Wanda Żmudzińska / Alfred Theuer           | NO                                      | [ 2 ]        |
| 1934                                                         | NO               | Zofia Bilor / Tadeusz Kowalski                 | NO                                         | Stefania Kalus / Erwin Kalus            | [ 2 ]        |
| 1935                                                         | Katowice         | Zofia Bilor / Tadeusz Kowalski                 | NO                                         | Stefania Kalus / Erwin Kalus            | [ 2 ]        |
| 1936                                                         | Warszawa         | Barbara Chachlewska / Alfred Theuer            | NO                                         | NO                                      | [ 43 ] [ 2 ] |
| 1937                                                         | Katowice         | Stefania Kalus / Erwin Kalus                   | Barbara Chachlewska / Alfred Theuer        | NO                                      | [ 2 ]        |
| 1938                                                         | NO               | Stefania Kalus / Erwin Kalus                   | NO                                         | NO                                      | [ 2 ]        |
| 1939                                                         | NO               | Stefania Kalus / Erwin Kalus                   | NO                                         | NO                                      |              |
| Zawody nie odbyły się w latach 1940–1946 (II wojna światowa) |                  |                                                |                                            |                                         |              |
| 1947                                                         | NO               | Barbara Łaniewska / Bogdan Owczarek            | Janina Leszczyńska-Jajszczok / ?           | NO                                      |              |
| Zawody nie odbyły się w 1948 roku                            |                  |                                                |                                            |                                         |              |
| 1949                                                         | NO               | Joanna Ziaja / Paweł Breslauer                 | Janina Leszczyńska-Jajszczok / ?           | NO                                      |              |
| 1950                                                         | NO               | Joanna Ziaja / Paweł Breslauer                 | Janina Leszczyńska-Jajszczok / Karol Sojka | NO                                      |              |
| 1951                                                         | NO               | Janina Leszczyńska-Jajszczok / Karol Sojka     | NO                                         | NO                                      |              |
| 1952                                                         | NO               | Janina Leszczyńska-Jajszczok / Karol Sojka     | NO                                         | NO                                      |              |
| 1953                                                         | NO               | Janina Leszczyńska-Jajszczok / Karol Sojka     | NO                                         | NO                                      |              |
| 1954                                                         | NO               | Anna Bursche-Lindnerowa / Leon Osadnik         | NO                                         | NO                                      |              |
| 1955                                                         | NO               | Anna Bursche-Lindnerowa / Leon Osadnik         | NO                                         | NO                                      |              |
| 1956                                                         | NO               | Anna Bursche-Lindnerowa / Leon Osadnik         | NO                                         | NO                                      |              |
| 1957                                                         | NO               | Barbara Jankowska / Zygmunt Kaczmarczyk        | NO                                         | NO                                      |              |
| 1958                                                         | NO               | Barbara Jankowska / Zygmunt Kaczmarczyk        | Irena Konieczny / Klaus Konieczny          | NO                                      | [ 3 ]        |
| 1959                                                         | NO               | Barbara Jankowska / Zygmunt Kaczmarczyk        | NO                                         | NO                                      |              |
| 1960                                                         | NO               | Krystyna Wąsik / Zygmunt Kaczmarczyk           | NO                                         | NO                                      |              |
| 1961                                                         | NO               | Krystyna Wąsik / Zygmunt Kaczmarczyk           | NO                                         | NO                                      |              |
| Zawody nie odbyły się w latach 1962–1963                     |                  |                                                |                                            |                                         |              |
| 1964                                                         | NO               | Grażyna Niwińska / Zbigniew Steinke            | NO                                         | NO                                      |              |
| 1965                                                         | NO               | Janina Poremska / Piotr Sczypa                 | NO                                         | NO                                      |              |
| 1966                                                         | NO               | Janina Poremska / Piotr Sczypa                 | NO                                         | NO                                      |              |
| 1967                                                         | NO               | Janina Poremska / Piotr Sczypa                 | NO                                         | NO                                      |              |
| 1968                                                         | NO               | Janina Poremska / Piotr Sczypa                 | NO                                         | NO                                      |              |
| 1969                                                         | NO               | Janina Poremska / Piotr Sczypa                 | NO                                         | NO                                      |              |
| 1970                                                         | NO               | Janina Poremska / Piotr Sczypa                 | NO                                         | NO                                      |              |
| 1971                                                         | NO               | Grażyna Osmańska-Kostrzewińska / Adam Brodecki | NO                                         | NO                                      |              |
| 1972                                                         | NO               | Grażyna Osmańska-Kostrzewińska / Adam Brodecki | NO                                         | NO                                      |              |
| 1973                                                         | NO               | Teresa Skrzek / Piotr Sczypa                   | NO                                         | NO                                      |              |
| 1974                                                         | NO               | Teresa Skrzek / Piotr Sczypa                   | NO                                         | NO                                      |              |
| 1975                                                         | NO               | Teresa Skrzek / Piotr Sczypa                   | NO                                         | NO                                      |              |
| 1976                                                         | NO               | Teresa Wrona / Ludwik Żabiński                 | NO                                         | NO                                      |              |
| 1977                                                         | NO               | Teresa Wrona / Piotr Sczypa                    | NO                                         | NO                                      |              |
| 1978                                                         | NO               | Elżbieta Łuczyńska / Marek Chrolenko           | NO                                         | NO                                      |              |
| 1979                                                         | NO               | Maria Jeżak / Lech Matuszewski                 | NO                                         | NO                                      |              |
| 1980                                                         | NO               | Maria Jeżak / Lech Matuszewski                 | NO                                         | NO                                      |              |
| 1981                                                         | NO               | Maria Jeżak / Lech Matuszewski                 | NO                                         | NO                                      |              |
| 1982                                                         | NO               | Ewa Czyż / Tadeusz Jankowski                   | NO                                         | NO                                      |              |
| Zawody nie odbyły się w latach 1983–1985                     |                  |                                                |                                            |                                         |              |
| 1986                                                         | NO               | Iwona Oliwa / Piotr Szczerbowski               | NO                                         | NO                                      |              |
| 1987                                                         | NO               | Anna Wikłacz / Piotr Szczerbowski              | NO                                         | NO                                      |              |
| 1988                                                         | NO               | Anna Wikłacz / Piotr Szczerbowski              | NO                                         | NO                                      |              |
| 1989                                                         | NO               | Anna Górecka / Arkadiusz Górecki               | NO                                         | NO                                      |              |
| 1990                                                         | NO               | Katarzyna Głowacka / Krzysztof Korcarz         | NO                                         | NO                                      |              |
| 1991                                                         | NO               | Katarzyna Głowacka / Krzysztof Korcarz         | NO                                         | NO                                      |              |
| 1992                                                         | NO               | Beata Zielińska / Mariusz Siudek               | NO                                         | NO                                      |              |
| 1993                                                         | NO               | Beata Zielińska / Mariusz Siudek               | NO                                         | NO                                      |              |
| 1994                                                         | NO               | Marta Głuchowska / Mariusz Siudek              | NO                                         | NO                                      |              |
| 1995                                                         | NO               | Dorota Zagórska / Mariusz Siudek               | NO                                         | NO                                      |              |
| 1996                                                         | NO               | Dorota Zagórska / Mariusz Siudek               | NO                                         | NO                                      |              |
| 1997                                                         | NO               | Dorota Zagórska / Mariusz Siudek               | NO                                         | NO                                      |              |
| 1998                                                         | NO               | Dorota Zagórska / Mariusz Siudek               | NO                                         | NO                                      |              |
| 1999                                                         | NO               | Dorota Zagórska / Mariusz Siudek               | Brak zawodników                            | Brak zawodników                         | [ 4 ]        |
| 2000                                                         | NO               | Dorota Zagórska / Mariusz Siudek               | Brak zawodników                            | Brak zawodników                         | [ 5 ]        |
| Konkurencji nie rozegrano w 2001 roku                        |                  |                                                |                                            |                                         |              |
| 2002                                                         | NO               | Dorota Zagórska / Mariusz Siudek               | Aneta Kowalska / Artur Szeliski            | Brak zawodników                         | [ 7 ]        |
| 2003                                                         | Sosnowiec        | Dorota Zagórska / Mariusz Siudek               | Brak zawodników                            | Brak zawodników                         |              |
| 2004                                                         | Łódź             | Dorota Zagórska / Mariusz Siudek               | Brak zawodników                            | Brak zawodników                         |              |
| 2005                                                         | Opole            | Dominika Piątkowska / Dmitrij Chromin          | Brak zawodników                            | Brak zawodników                         |              |
| 2006                                                         | Krynica          | Dominika Piątkowska / Dmitrij Chromin          | Brak zawodników                            | Brak zawodników                         |              |
| 2007                                                         | Oświęcim         | Dominika Piątkowska / Dmitrij Chromin          | Krystyna Klimczak / Janusz Karweta         | Brak zawodników                         |              |
| 2008                                                         | Oświęcim         | Krystyna Klimczak / Janusz Karweta             | Katarzyna Wilczyk / Bartosz Paluchowski    | Brak zawodników                         |              |
| 2009 (3N)                                                    | Trzyniec         | Joanna Sulej / Mateusz Chruściński             | Krystyna Klimczak / Janusz Karweta         | Elizabeth Harb / Patryk Szałaśny        | [ 44 ]       |
| 2010 (3N)                                                    | Cieszyn          | Joanna Sulej / Mateusz Chruściński             | Elizabeth Harb / Patryk Szałaśny           | Magdalena Klatka / Radosław Chruściński | [ 45 ]       |
| 2011 (3N)                                                    | Żylina           | Magdalena Klatka / Radosław Chruściński        | Aleksandra Malinkiewicz / Sebastian Lofek  | Anna Siedlecka / Jakub Tyc              | [ 46 ]       |
| 2012 (3N)                                                    | Ostrawa          | Magdalena Klatka / Radosław Chruściński        | Aleksandra Malinkiewicz / Sebastian Lofek  | Magdalena Jaskółka / Piotr Snopek       | [ 47 ]       |
| 2013 (3N)                                                    | Cieszyn          | Marcelina Lech / Jakub Tyc                     | Marija Kozina / Janusz Karweta             | Brak zawodników                         | [ 48 ]       |
| 2014 (4N)                                                    | Bratysława       | Magdalena Klatka / Radosław Chruściński        | Brak zawodników                            | Brak zawodników                         | [ 49 ]       |
| Konkurencji nie rozegrano w latach 2015–2021                 |                  |                                                |                                            |                                         |              |
| 2022 (4N)                                                    | Nowa Wieś Spiska | Anna Hernik / Michał Woźniak                   | Brak zawodników                            | Brak zawodników                         | [ 50 ]       |
| Konkurencji nie rozegrano w 2023 roku                        |                  |                                                |                                            |                                         |              |
| 2024 (4N)                                                    | Turnov           | Julija Szczetinina / Michał Woźniak            | Brak zawodników                            | Brak zawodników                         | [ 51 ]       |

### Pary taneczne
| Rok       | Miejsce          | Złoto                                      | Srebro                                     | Brąz                                       | Źr.           |
| --------- | ---------------- | ------------------------------------------ | ------------------------------------------ | ------------------------------------------ | ------------- |
| 1956      | NO               | Anna Bursche-Lindnerowa / Leon Osadnik     | NO                                         | NO                                         |               |
| 1957      | NO               | Anna Bursche-Lindnerowa / Leon Osadnik     | NO                                         | NO                                         |               |
| 1958      | NO               | Hanna Dąbrowska / Zygmunt Kaczmarczyk      | NO                                         | NO                                         |               |
| 1959      | NO               | Elżbieta Zdankiewicz / Emanuel Koczyba     | NO                                         | NO                                         |               |
| 1960      | NO               | Elżbieta Zdankiewicz / Emanuel Koczyba     | NO                                         | NO                                         |               |
| 1961      | NO               | Elżbieta Zdankiewicz / Emanuel Koczyba     | NO                                         | NO                                         |               |
| 1962      | NO               | Elżbieta Zdankiewicz / Emanuel Koczyba     | NO                                         | NO                                         |               |
| 1963      | NO               | Magda Erlich / Jan Erlich                  | NO                                         | NO                                         |               |
| 1964      | NO               | Genowefa Malczak / Piotr Jankowski         | NO                                         | NO                                         |               |
| 1965      | NO               | Anna Utrysko / Janusz Konopka              | NO                                         | NO                                         |               |
| 1966      | NO               | Genowefa Malczak / Piotr Jankowski         | NO                                         | NO                                         |               |
| 1967      | NO               | Genowefa Malczak / Piotr Jankowski         | NO                                         | NO                                         |               |
| 1968      | NO               | Teresa Weyna / Piotr Bojańczyk             | NO                                         | NO                                         |               |
| 1969      | NO               | Teresa Weyna / Piotr Bojańczyk             | NO                                         | NO                                         |               |
| 1970      | NO               | Teresa Weyna / Piotr Bojańczyk             | NO                                         | NO                                         |               |
| 1971      | NO               | Teresa Weyna / Piotr Bojańczyk             | NO                                         | NO                                         |               |
| 1972      | NO               | Teresa Weyna / Piotr Bojańczyk             | NO                                         | NO                                         |               |
| 1973      | NO               | Teresa Weyna / Piotr Bojańczyk             | NO                                         | NO                                         |               |
| 1974      | NO               | Teresa Weyna / Piotr Bojańczyk             | NO                                         | NO                                         |               |
| 1975      | NO               | Teresa Weyna / Piotr Bojańczyk             | NO                                         | NO                                         |               |
| 1976      | NO               | Teresa Weyna / Piotr Bojańczyk             | NO                                         | NO                                         |               |
| 1977      | NO               | Halina Gordon-Półtorak / Tadeusz Góra      | NO                                         | NO                                         |               |
| 1978      | NO               | Jolanta Wesołowska / Andrzej Alberciak     | Halina Gordon-Półtorak / Jacek Tascher     | NO                                         |               |
| 1979      | NO               | Jolanta Wesołowska / Andrzej Alberciak     | Halina Gordon-Półtorak / Jacek Tascher     | NO                                         |               |
| 1980      | NO               | Jolanta Wesołowska / Andrzej Alberciak     | NO                                         | NO                                         |               |
| 1981      | NO               | Iwona Bielas / Jacek Jasiaczek             | NO                                         | NO                                         |               |
| 1982      | NO               | Jolanta Wesołowska / Andrzej Alberciak     | NO                                         | NO                                         |               |
| 1983      | NO               | Bożena Wierzchowska / Robert Kazanowski    | NO                                         | NO                                         |               |
| 1984      | NO               | Bożena Wierzchowska / Robert Kazanowski    | NO                                         | NO                                         |               |
| 1985      | NO               | Honorata Górna / Andrzej Dostatni          | NO                                         | NO                                         |               |
| 1986      | NO               | Beata Kawełczyk / Tomasz Politański        | NO                                         | NO                                         |               |
| 1987      | NO               | Honorata Górna / Andrzej Dostatni          | NO                                         | NO                                         |               |
| 1988      | NO               | Honorata Górna / Andrzej Dostatni          | NO                                         | NO                                         |               |
| 1989      | NO               | Małgorzata Grajcar / Andrzej Dostatni      | NO                                         | NO                                         |               |
| 1990      | NO               | Małgorzata Grajcar / Andrzej Dostatni      | NO                                         | NO                                         |               |
| 1991      | NO               | Małgorzata Grajcar / Andrzej Dostatni      | NO                                         | NO                                         |               |
| 1992      | NO               | Agnieszka Domańska / Marcin Głowacki       | NO                                         | NO                                         |               |
| 1993      | NO               | Agnieszka Domańska / Marcin Głowacki       | NO                                         | NO                                         |               |
| 1994      | NO               | Agnieszka Domańska / Marcin Głowacki       | NO                                         | NO                                         |               |
| 1995      | NO               | Sylwia Nowak / Sebastian Kolasiński        | NO                                         | NO                                         |               |
| 1996      | NO               | Sylwia Nowak / Sebastian Kolasiński        | NO                                         | NO                                         |               |
| 1997      | NO               | Sylwia Nowak / Sebastian Kolasiński        | NO                                         | NO                                         |               |
| 1998      | NO               | Sylwia Nowak / Sebastian Kolasiński        | NO                                         | NO                                         |               |
| 1999      | NO               | Agata Błażowska / Marcin Kozubek           | Julia Clare Keeble / Łukasz Zalewski       | Brak zawodników                            | [ 4 ]         |
| 2000      | NO               | Sylwia Nowak / Sebastian Kolasiński        | Agata Błażowska / Marcin Kozubek           | Aleksandra Kauc / Filip Bernadowski        | [ 5 ]         |
| 2001      | NO               | Sylwia Nowak / Sebastian Kolasiński        | Agata Błażowska / Marcin Kozubek           | Aleksandra Kauc / Filip Bernadowski        | [ 6 ]         |
| 2002      | NO               | Sylwia Nowak / Sebastian Kolasiński        | Agata Błażowska / Marcin Kozubek           | Agnieszka Dulej / Sławomir Janicki         | [ 7 ]         |
| 2003      | Sosnowiec        | Sylwia Nowak / Sebastian Kolasiński        | Agnieszka Dulej / Sławomir Janicki         | Brak zawodników                            |               |
| 2004      | Łódź             | Aleksandra Kauc / Michał Zych              | Agnieszka Dulej / Sławomir Janicki         | Maria Bińczyk / Michał Tomaszewski         |               |
| 2005      | Opole            | Aleksandra Kauc / Michał Zych              | Brak zawodników                            | Brak zawodników                            |               |
| 2006      | Krynica          | Aleksandra Kauc / Michał Zych              | Brak zawodników                            | Brak zawodników                            |               |
| 2007      | Warszawa         | Joanna Budner / Jan Mościcki               | Brak zawodników                            | Brak zawodników                            |               |
| 2008      | Oświęcim         | Joanna Budner / Jan Mościcki               | Brak zawodników                            | Brak zawodników                            |               |
| 2009 (3N) | Trzyniec         | Joanna Budner / Jan Mościcki               | Brak zawodników                            | Brak zawodników                            | [ 52 ]        |
| 2010 (3N) | Cieszyn          | Anastasija Wychodcewa / Jan Mościcki       | Brak zawodników                            | Brak zawodników                            | [ 53 ]        |
| 2011 (3N) | Żylina           | Aleksandra Zworygina / Maciej Bernadowski  | Justyna Plutowska / Dawid Pietrzyński      | Brak zawodników                            | [ 54 ]        |
| 2012 (3N) | Ostrawa          | Aleksandra Zworygina / Maciej Bernadowski  | Natalia Kaliszek / Michał Kaliszek         | Brak zawodników                            | [ 55 ]        |
| 2013 (3N) | Cieszyn          | Aleksandra Zworygina / Maciej Bernadowski  | Justyna Plutowska / Peter Gerber           | Natalia Kaliszek / Michał Kaliszek         | [ 56 ]        |
| 2014 (4N) | Bratysława       | Justyna Plutowska / Peter Gerber           | Brak zawodników                            | Brak zawodników                            | [ 57 ]        |
| 2015 (4N) | Budapeszt        | Natalia Kaliszek / Maksym Spodyriew        | Beatrice Tomczak / Damian Binkowski        | Brak zawodników                            | [ 58 ]        |
| 2016 (4N) | Trzyniec         | Natalia Kaliszek / Maksym Spodyriew        | Brak zawodników                            | Brak zawodników                            | [ 59 ]        |
| 2017 (4N) | Katowice         | Natalia Kaliszek / Maksym Spodyriew        | Brak zawodników                            | Brak zawodników                            | [ 60 ]        |
| 2018 (4N) | Koszyce          | Natalia Kaliszek / Maksym Spodyriew        | Justyna Plutowska / Jérémie Flemin         | Anastasija Polibina / Radosław Barszczak   | [ 61 ]        |
| 2019 (4N) | Budapeszt        | Natalia Kaliszek / Maksym Spodyriew        | Justyna Plutowska / Jérémie Flemin         | Jenna Hertenstein / Damian Binkowski       | [ 62 ]        |
| 2020 (4N) | Ostrawa          | Natalia Kaliszek / Maksym Spodyriew        | Justyna Plutowska / Jérémie Flemin         | Anastasija Polibina / Pawieł Gołowisznikow | [ 63 ]        |
| 2021 (4N) | Cieszyn          | Natalia Kaliszek / Maksym Spodyriew        | Anastasija Polibina / Pawieł Gołowisznikow | Jenna Hertenstein / Damian Binkowski       | [ 64 ] [ 65 ] |
| 2022 (4N) | Nowa Wieś Spiska | Natalia Kaliszek / Maksym Spodyriew        | Anastasija Polibina / Pawieł Gołowisznikow | Jenna Hertenstein / Damian Binkowski       | [ 66 ]        |
| 2023 (4N) | Budapeszt        | Anastasija Polibina / Pawieł Gołowisznikow | Olivia Oliver / Elliot Graham              | Ołeksandra Borysowa / Aaron Freeman        | [ 67 ]        |
| 2024 (4N) | Turnov           | Olivia Oliver / Filip Bojanowski           | Sofia Dovhal / Wiktor Kulesza              | Anastasija Polibina / Pawieł Gołowisznikow | [ 68 ]        |